# Villa Crespo y San Andrés
Villa Crespo y San Andrés ist eine Stadt in Uruguay.

## Geographie
Sie befindet sich im Südwesten des Departamento Canelones in dessen Sektor 6. Villa Crespo y San Andrés liegt dabei unmittelbar an der Grenze zum Nachbardepartamento Montevideo wenige Kilometer östlich von Las Piedras. Im Osten geht sie fließend in die dem 16. Sektor angehörige Stadt Toledo über. Rund drei Kilometer nordwestlich der Stadt entspringt der Arroyo de Toledo. Dieser Nebenfluss des Arroyo Carrasco tangiert Villa Crespo y San Andrés am westlichen und südwestlichen Stadtrand und dient damit gleichzeitig dort als Departamento-Grenze.

## Einwohner
Die Einwohnerzahl von Villa Crespo y San Andrés beträgt 9.813. (Stand: 2011)
| Jahr | Einwohner |
| ---- | --------- |
| 1963 | -         |
| 1975 | 4.786     |
| 1985 | 6.492     |
| 1996 | 8.107     |
| 2004 | 8.756     |
| 2011 | 9.813     |

Quelle: Instituto Nacional de Estadística de Uruguay